# Mala pećina kod Sutine
Mala pećina je pećina jugoistočno od zaseoka Bazina kod sela Sutine u općini Muć.

## Opis
Formirana je u obliku triju dvorana, a unutar pećine pronađen je arheološki materijal u vidu fragmenata keramike. Najstariji fragmenti datirani su u rani neolitik i pripadaju kulturnoj skupini impresso dok se ostali keramički fragmenti datiraju u kraj srednjeg i kasno brončano doba. Kako fragmenti impresso keramike upućuju na vrlo rano korištenje pećine od strane manjih skupina stočara u periodu između 6100 i 5500 god. pr. Kr., lokalitet Mala Pećina predstavlja vrlo vrijedan arheološki lokalitet iz perioda ranog neolitika istočne obale Jadrana.

## Vanjske poveznice
- Connecting Early Neolithic worlds: excavating Mala (Nova) Pećina in Dalmatian Zagora, Croatia
- Nalazi iz marginalnih prostora: Rezultati istraživanja Male (Nove) pećine pokraj Muća i neolitik Dalmatinske zagore